# Begonia imperialis
Espèce
Synonymes
- Begonia imperialis var. brunnea Lem.[1]

Begonia imperialis est une espèce de plantes de la famille des Begoniaceae. Ce bégonia rhizomateux est originaire du Mexique. L'espèce fait partie de la section Weilbachia ; elle a été décrite en 1861 par le botaniste français Charles Lemaire (1800-1871). L'épithète spécifique, imperialis, signifie « impérial ».

## Description
Les feuilles poilues sont vert foncé et tachées d'argent. Les fleurs sont blanches et apparaissent en hiver. C'est une plante herbacée géophyte rhizomateuse, ou hémicryptophyte.
Il existe plusieurs variétés et cultivars.

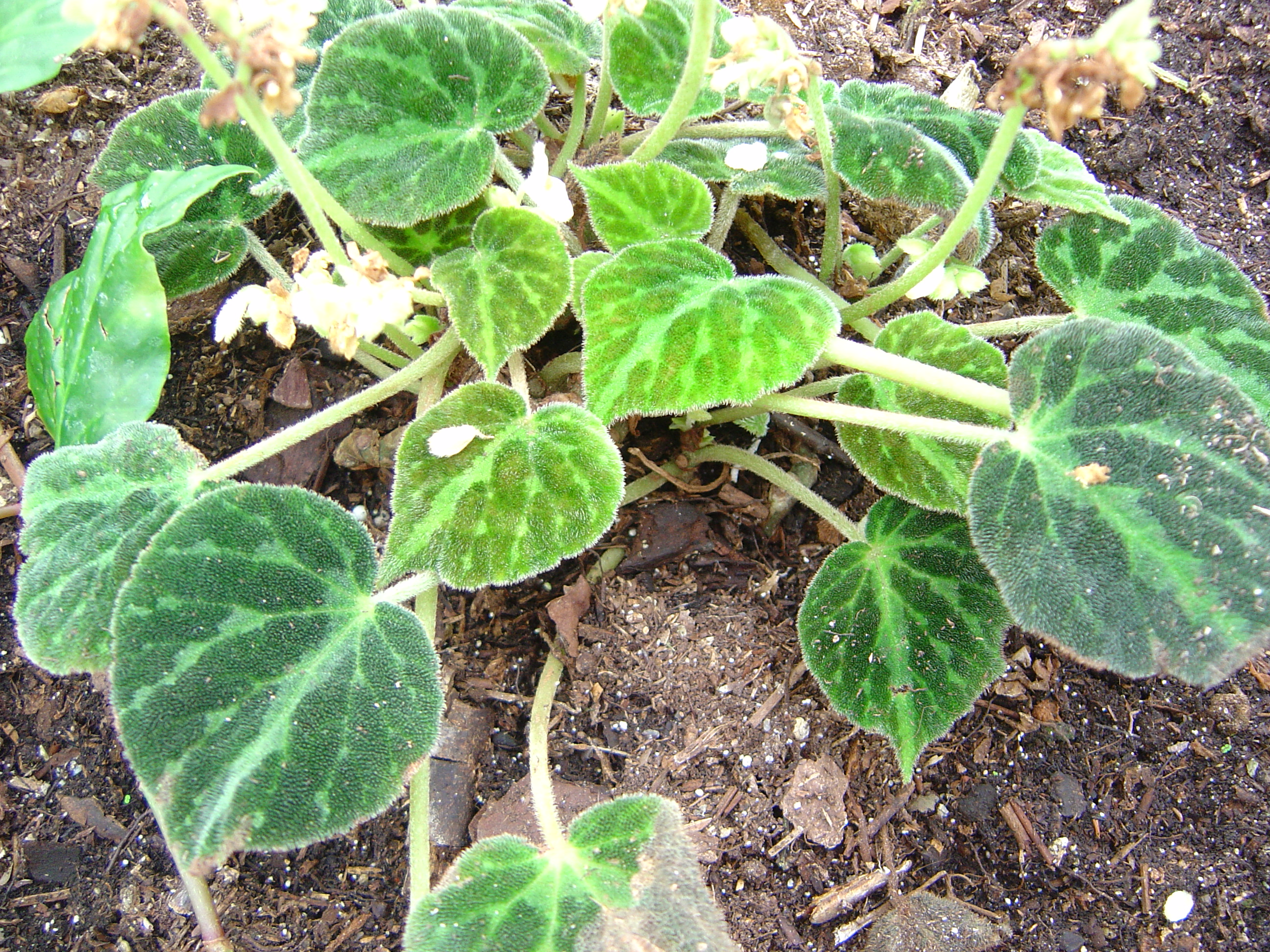
Begonia imperialis var. brunea
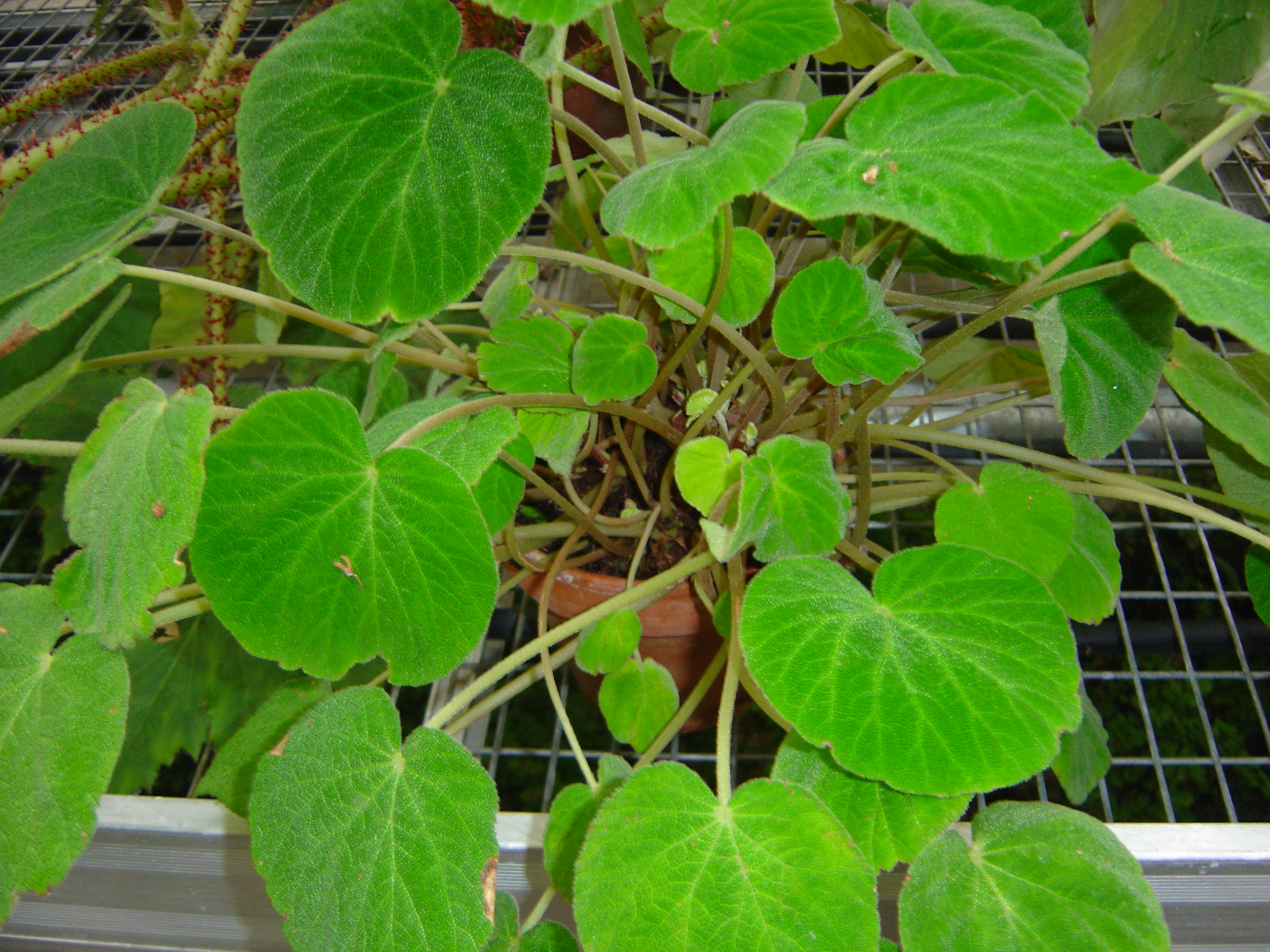
Begonia imperialis var. smaragdina

## Liste des variétés
Selon Tropicos (9 novembre 2016) (Attention liste brute contenant possiblement des synonymes) :
- variété Begonia imperialis var. brunnea Lem.
- variété Begonia imperialis var. imperialis
- variété Begonia imperialis var. maculata Lem.
- variété Begonia imperialis var. smaragdina Lem.